# Septemberaufstand (Bulgarien)
Der Septemberaufstand (bulgarisch Септемврийско въстание) war eine von der Bulgarischen Kommunistischen Partei initiierte Erhebung, die in der Nacht auf den 23. September 1923 beginnen sollte. Ein verfrühtes Losschlagen der Aufständischen sowie zahlreiche sonstige Fehler und Pannen auf ihrer Seite begünstigten die rasche Niederschlagung des Septemberaufstands durch die bulgarische Armee.

## Vorgeschichte
Dem Septemberaufstand der Kommunisten war ein Putsch des Militärs in der Nacht vom 8. auf dem 9. Juni 1923 vorausgegangen. Das Militär putschte unter dem Kommando des Hauptmanns Iwan Walkow, dem Vorsitzenden des Militärbundes, gegen die Regierung unter Aleksandar Stambolijski, dem Führer des Bauernvolksbundes. Überall erhob sich bewaffneter Widerstand, in den auch die paramilitärische Organisation des Bauernvolksbundes, die „Orange Garde“, eingriff. Die Kommunisten bewahrten strikte Neutralität, da es sich aus ihrer Sicht um eine Auseinandersetzung „zwischen der urbanen und der ländlichen Bourgeoisie“ handelte. Die straff organisierte Armee behielt die Oberhand. Am 14. Juni geriet Stambolijski, der im Gebiet von Pasardschik den Kampf persönlich angeführt hatte, in Gefangenschaft, wurde gefoltert und schließlich von Mitgliedern der IMRO (Innere Mazedonische Revolutionäre Organisation) ermordet. Viele Anhänger des Bauernbundes wurden ebenfalls außergerichtlich exekutiert.

## Ablauf

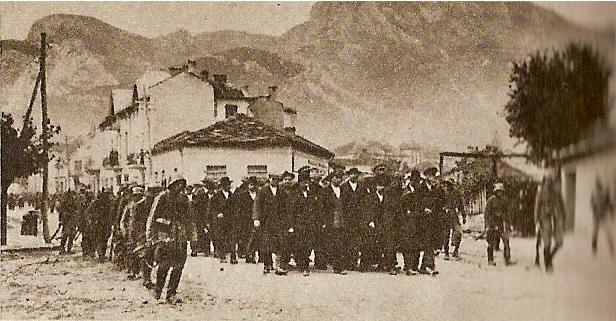
In Vratsa verhaftete Aufständische

Die neue Regierung ließ auch die Kommunisten verfolgen und am 12. September 1923 etwa 2.500 von ihnen ins Gefängnis werfen. Die Kommunistische Partei (KP), die bei der Zerschlagung der Regierung Stambolijski unbeteiligt beiseite gestanden hatte, rief nun zu einem Aufstand gegen die neue Regierung auf. Dahinter stand die späte Erkenntnis, dass das Bauernregime Stambolijskis ideologisch doch fortschrittlicher und damit letztendlich der Sache des Kommunismus dienlicher gewesen sei als das durch den Putsch an die Macht gekommene rechtskonservative Regime.
Dem Aufruf zum Aufstand wurde aber nur im Nordwesten Bulgariens, insbesondere im Bezirk Vratsa, und in den zentralen Bezirken Stara Sagora und Plowdiw in größerem Ausmaß Folge geleistet. Kleinere Erhebungen gab es auch in Pirin-Makedonien und noch einigen anderen Landesteilen, in anderen wurde der Aufruf aber von den örtlichen Funktionären der KP einfach ignoriert. In der Hauptstadt Sofia blieb es überwiegend ruhig.
Da die Aufstandshandlungen in manchen Landesteilen verfrüht begonnen hatten, ein einheitliches Oberkommando der Aufständischen de facto nicht bestand und die bulgarische Armee die Eisenbahnlinien kontrollierte, wodurch ihr rasche Truppenverschiebungen möglich waren, konnte der Aufstand relativ rasch niederschlagen werden. Zudem hatten die bulgarischen Streitkräfte bei seiner Niederschlagung auch Unterstützung von Einheiten makedonischer Irregulärer und „weißer“ russischer Emigranten erhalten. Bereits am 28. September erteilten die Führer des Aufstandes ihren Kämpfern die Order, sich angesichts der Überlegenheit der Regierungsstreitkräfte nach Jugoslawien zurückzuziehen.
Nach Angaben der bulgarischen KP fielen den Kampfhandlungen und den nachfolgenden Vergeltungsmaßnahmen der Regierungsseite, dem so genannten „weißen Terror“, insgesamt mehr als 5.000 Menschen zum Opfer. Etwa 15.000 vermeintliche oder echte Anhänger und Sympathisanten der Aufständischen waren zunächst verhaftet worden.

## Führende Persönlichkeiten
Eine der führenden Figuren des Septemberaufstandes war Georgi Dimitrow. Zur legendären Figur des Aufstands wurde der „Rote Pope Andrej“ aus der Stadt Lom, der am 30. September 1923 gehängt wurde.

## Rezeptionsgeschichte
In der bulgarischen marxistischen Geschichtsschreibung wurde der Septemberaufstand zum „erste[n] von einer kommunistischen Partei organisierte[n] und geleitete[n] antifaschistische[n] Aufstand der Welt“ verklärt. Der 23. September, der Tag an dem der Aufstand beginnen sollte, galt in der Volksrepublik Bulgarien als „Tag der Bulgarischen Volksarmee“.